# Уотерхаус, Джон Уильям
Джон Уи́льям Уо́терхаус (англ. John William Waterhouse, [ˈwɔːt ə haus]; 6 апреля 1849, Рим, Римская республика — 10 февраля 1917, Лондон, Великобритания) — английский живописец, творчество которого относят к позднейшей стадии прерафаэлитизма. Известен своими женскими образами, которые заимствовал из мифологии и литературы.

## Жизнь
Родился в Риме, в семье художников. Позднее они переехали в Лондон, где Уотерхаус прожил всю оставшуюся жизнь. Поначалу живописному мастерству его обучал отец, в 1870 году юноша поступил в Королевскую Академию художеств.
В ранних работах художника чувствуется влияние Альма-Тадема и Фредерика Лейтона. В 1874 году, в возрасте двадцати пяти лет, представил на выставке картину «Сон и его сводный брат Смерть», которая была хорошо встречена критикой и впоследствии выставлялась практически каждый год, вплоть до смерти художника.
В 1883 году Уотерхаус женился на художнице Эстер Кенуорти, чьи картины также появлялись на выставках Королевской Академии художеств. У них не было детей, но, несмотря на это, брак был счастливым.
В 1895 году был избран членом Королевской академии. Художник умер от рака в 1917 году. Похоронен на лондонском кладбище Кенсал-Грин.
Изображён на британской почтовой марке 1992 года.
Однако своей непреходящей популярностью художник обязан более всего очарованию его задумчивых моделей. Считается, что при написании полотна «Леди из Шалот» моделью была жена художника.
В 1908—1914 годах Уотерхаус создал ряд картин, основанных на литературных и мифологических сюжетах («Миранда», «Тристан и Изольда», «Психея», «Персефона» и другие). В этих картинах художник писал свою любимую модель, которую исследователями творчества Уотерхауса Кен и Кэти Бейкр недавно идентифицировали как мисс Мюриэл Фостер. Очень немного известно о частной жизни Уотерхауса — только несколько писем сохранилось до нашего времени и, собственно, много лет персоналии его моделей оставались тайной. Из воспоминаний современников также известно, что Мэри Ллойд, модель шедевра лорда Лейтона «Пылающий июнь», позировала и для Уотерхауса.

## Творчество
Одной из самых известных картин Уотерхауса считается «Леди из Шалот», посвящённая Элейне из Астолата (она же Лилейная дева) — девушке, умершей от неразделённой любви к рыцарю Ланселоту, персонажу из легенд о короле Артуре и героине поэмы Теннисона «Волшебница Шалот». Уотерхаус создал три варианта картины: в 1888, 1894 и 1915 годах.
Другая героиня художника — Офелия. На первой картине (1889) художник показывает её лежащей на лугу, затем, на картине 1894 года — перед смертью, сидящей у берега озера. На полотне 1910 года Офелия стоит на берегу ручья, придерживаясь за дерево, в готовности сделать последний шаг в воду.
В июне 2006 года картина «Святая Цецилия» была продана на аукционе «Кристис» фонду Ллойда Уэббера за 6,6 млн фунтов стерлингов.

### Некоторые произведения
- «Сон и его сводный брат Смерть», 1874
- «Обращение к оракулу», 1884 (галерея Тейт, Лондон[6])
- «Магический круг», 1886 (галерея Тейт, Лондон[7])
- «Леди из Шалот», 1888 (галерея Тейт, Лондон[8])
- «Офелия», 1889, 1894, 1910
- «Одиссей и сирены», 1891 (Национальная галерея Виктории, Мельбурн[9])
- «Цирцея подаёт бокал Одиссею», 1891
- «Безжалостная красавица», 1893
- «Сирена», ок. 1900
- «Хрустальный шар», 1902
- «Борей», 1903
- «Эхо и Нарцисс», 1903[10]
- «Срывайте розы поскорей», 1909
- «Пенелопа и женихи»
- «Миранда — „Буря“», 1916

### Галерея

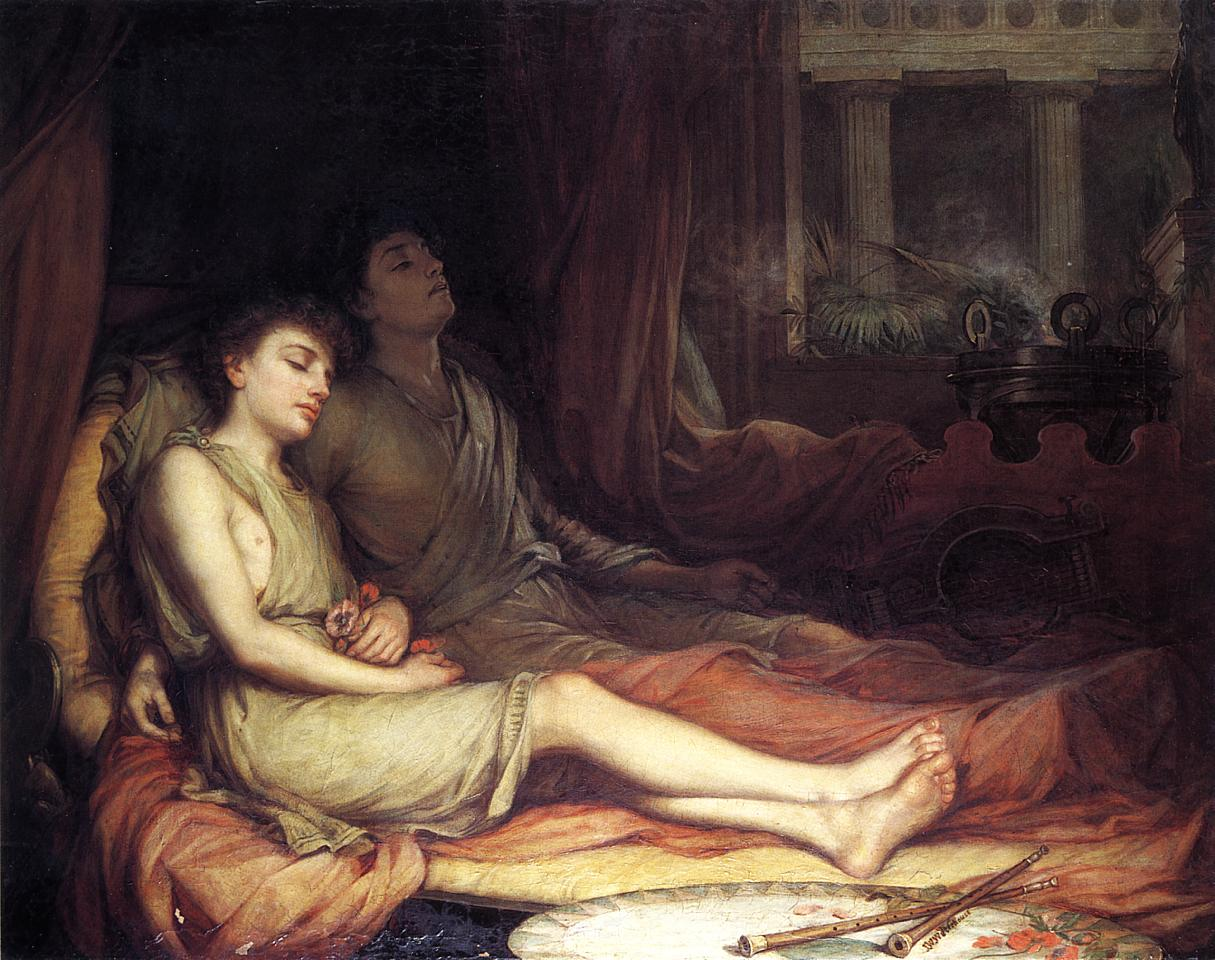
«Сон и его сводный брат Смерть» (1874)
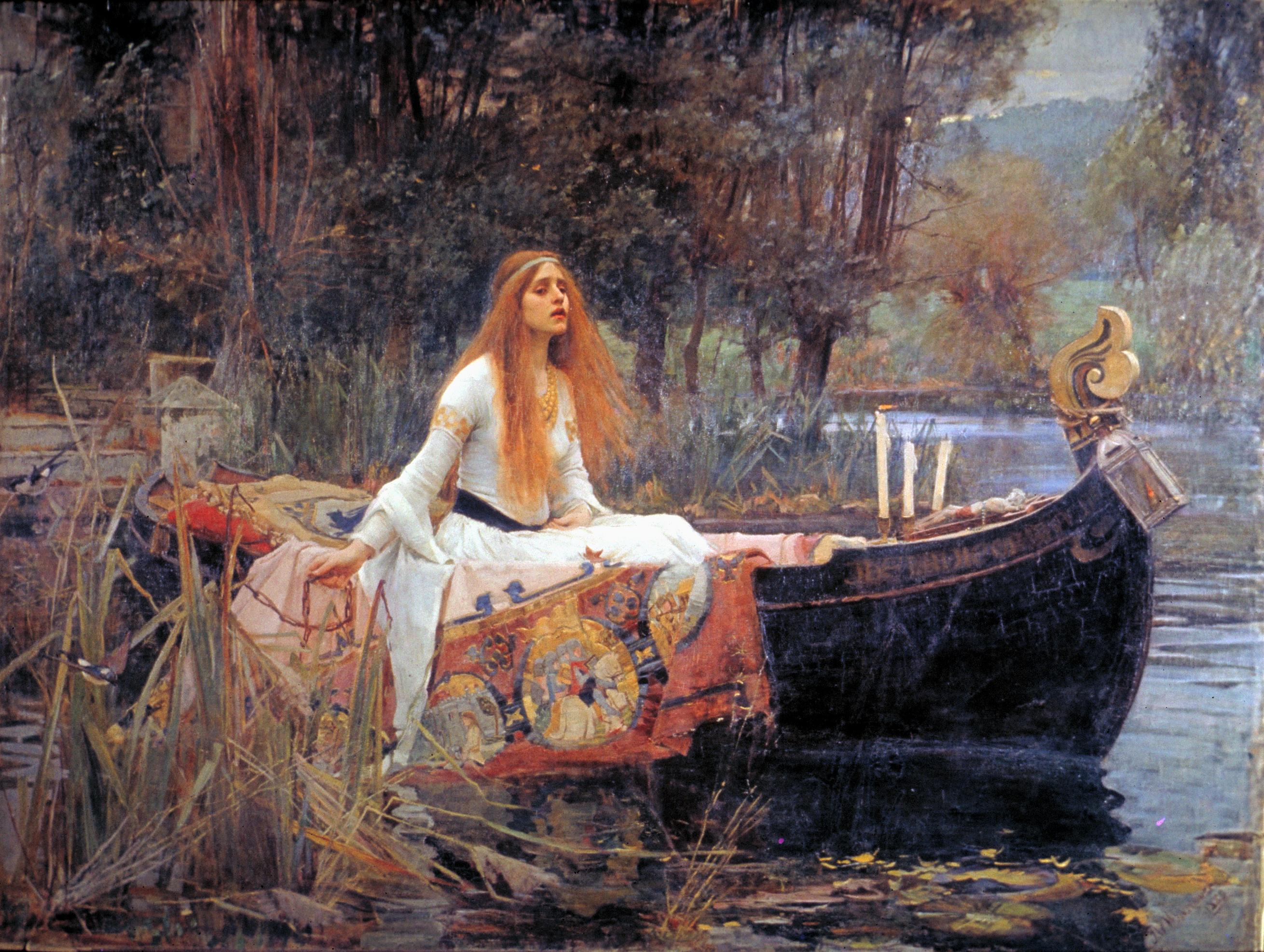
«Леди из Шалот» (1888)
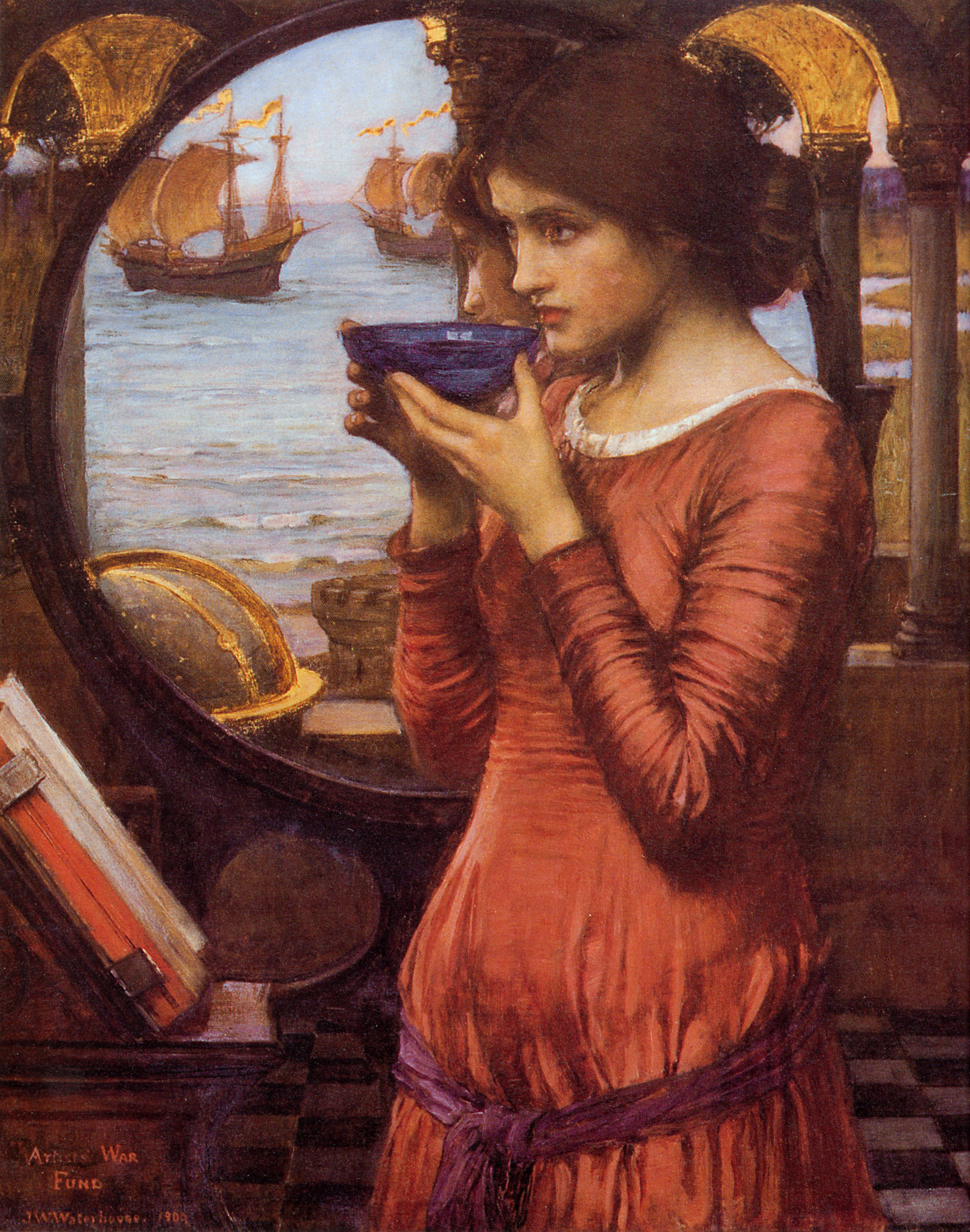
«Судьба» (1900)
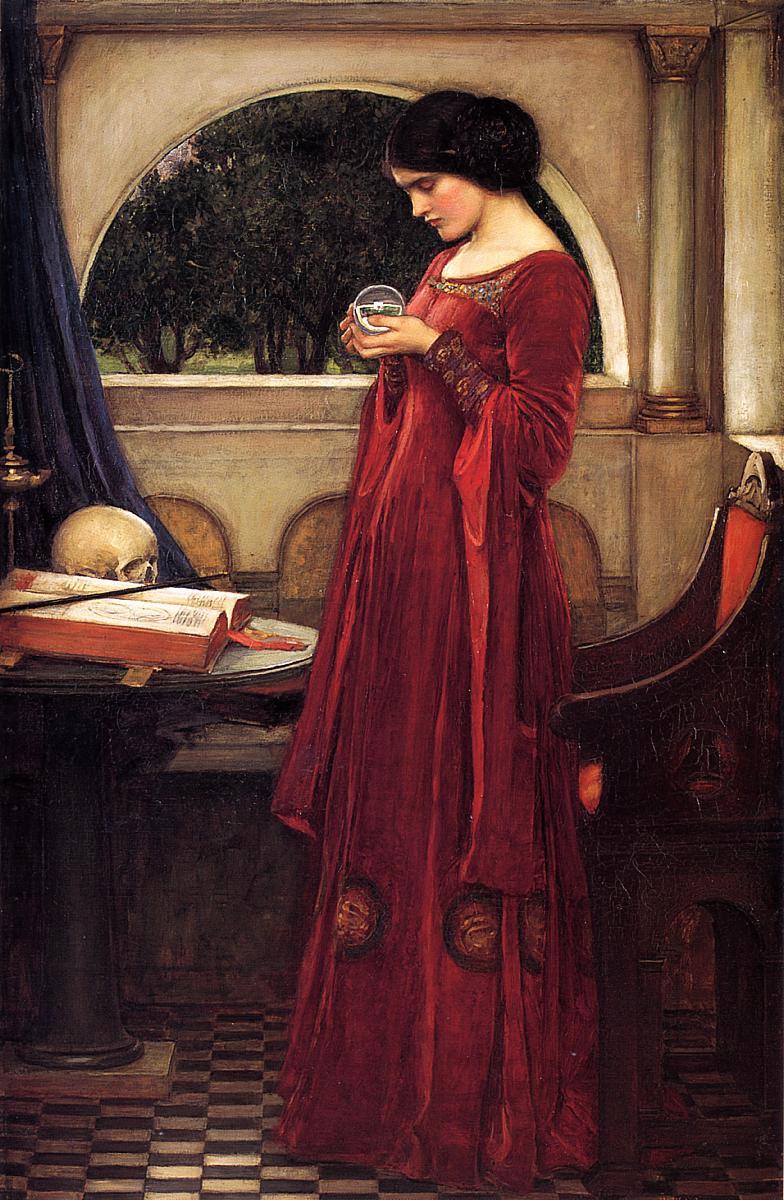
«Хрустальный шар» (1902)
«Психея открывает дверь в сад Эроса» (1904)
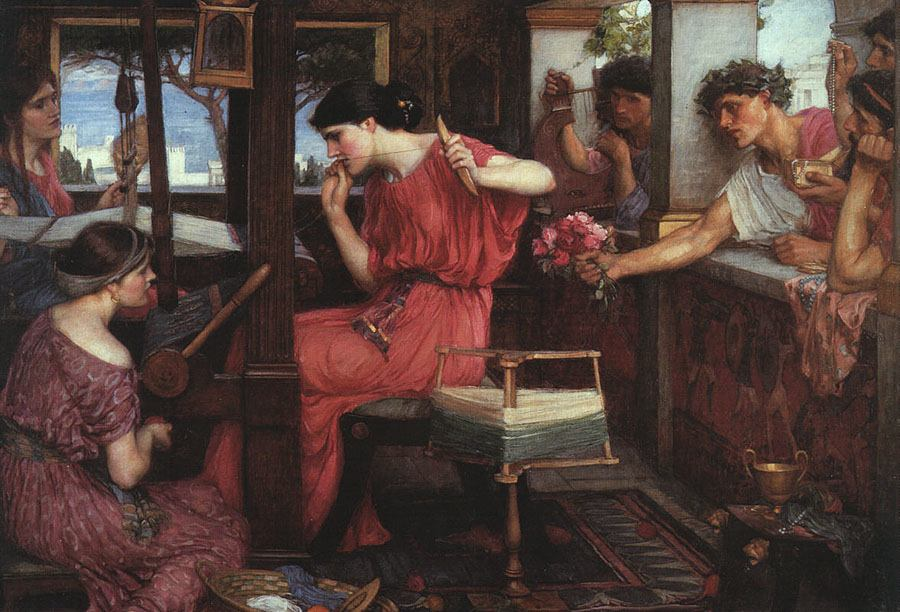
«Пенелопа и женихи» (1912)